# Марґерс Вестерманіс
Марґерс Вестерманіс (латис. Marģers Vestermanis; *18 вересня 1925, Рига) — латвійський історик.
Член комісії істориків при Президенті Латвії. Почесний доктор Академії наук Латвії. Нагороджений премією Герберта Самуеля за терпимість. У 2006 нагороджений латвійським Орденом Трьох зірок.
У вересні 2015 посол Арад Бенко присудив Марґерсу Вестерманісу Премію Австрійської служби пам'яті жертв Голокосту Австрійською громадською службою за кордоном.

## Біографія
Марґерс був молодшим із трьох дітей у єврейській німецькомовної сім'ї. Отримав єврейську релігійну освіту. У 1941 після окупації Латвії вермахтом був депортований в Ризьке гетто, де працював столяром. Згодом перебував у таборі Рига-Кайзервальд. Втік під час маршу смерті і приєднався до партизанів. Єдиний з усієї родини пережив Голокост.
Після війни навчався історії в Ризі і потім працював в архіві. Як неофіційним хобі займався вивченням історії євреїв Латвії. Після відновлення незалежності Латвії повністю присвятив свою роботу цій темі. У 1990 Вестерманіс відкрив в Ризі музей «Євреї в Латвії». У 1998 був призначений членом Комісії істориків при Президентові Латвійської Республіки, яка займається вивченням періоду нацистської окупації та геноциду. Став науковим консультантом документального фільму про масові вбивства в Румбулі.
Опублікував ряд книг і наукових статей з історії євреїв та Голокосту в Латвії.